# Agromyza ferruginosa
Agromyza ferruginosa is een vliegensoort uit de familie van de mineervliegen (Agromyzidae). De wetenschappelijke naam van de soort is voor het eerst geldig gepubliceerd in 1871 door van der Wulp.